# E. L. Konigsburg
Elaine Lobl Konigsburg, meglio conosciuta come E. L. Konigsburg (Manhattan, 10 febbraio 1930 – Falls Church, 19 aprile 2013), è stata una scrittrice statunitense specializzata in letteratura per ragazzi.

## Biografia
Elaine Lobl nasce a New York il 10 febbraio 1930.
Nel 1952 si laurea in chimica all'Università Carnegie Mellon e prosegue gli studi all'Università di Pittsburgh dove conosce e sposa David Konigsburg.
Dopo avere insegnato scienze in una scuola per sole ragazze per alcuni anni, esordisce nel 1967 con il suo primo libro per l'infanzia e in seguito dá alle stampe una ventina di opere curandone spesso anche le illustrazioni.
Nella storia della Medaglia Newbery detiene due primati: è stata l'unica autrice ad avere avuto nello stesso anno (1968) un libro vincitore (Fuga al museo) e uno finalista (Jennifer, Hecate, Macbeth, William McKinley, and Me, Elizabeth) ed è la scrittrice che ha dovuto attendere il maggior numero di anni (29) prima di ottenere la seconda medaglia. 
Muore a Falls Church all'età di 83 anni in seguito ad un infarto.

## Opere

### Autrice e illustratrice
- Jennifer, Hecate, Macbeth, William McKinley, and Me, Elizabeth (1967)
- Fuga al museo (From the Mixed-Up Files of Mrs. Basil E. Frankweiler, 1967), Firenze, Salani, 1989 traduzione di Luigi Spagnol ISBN 88-7782-103-5. - Nuova ed. Milano, DeA Planeta, 2019 traduzione di Luigi Spagnol ISBN 978-88-511-7096-7.
- About the B'nai Bagels (1969)
- (George) (1970)
- A Proud Taste for Scarlet and Miniver (1973)
- The Dragon in the Ghetto Caper (1974)
- Samuel Todd's Book of Great Colors (1990)
- Samuel Todd's Book of Great Inventions (1991)
- Amy Elizabeth Explores Bloomingdale's (1992)

### Solo autrice
- The Second Mrs. Giaconda (1975)
  - La Gioconda e il nobile sosia, Milano, Mondadori, 2004 traduzione di Angela Ragusa ISBN 88-04-53060-X.
  - L'enigma della Gioconda, Torino, Einaudi, 2007 traduzione di Angela Ragusa ISBN 978-88-286-0910-0.
- Father's Arcane Daughter (1976)
- Un cammello di troppo (Journey to an 800 Number, 1982), Milano, Salani, 2002 traduzione di Maria Concetta Scotto di Santillo ISBN 88-7782-960-5.
- Up from Jericho Tel (1986)
- T-Backs, T-Shirts, COAT, and Suit (1993)
- Un sabato di gloria (The View from Saturday, 1996), Milano, Mondadori, 1999 traduzione di Jorge Pflucker ISBN 88-04-47046-1.
- L'alfabeto del silenzio (Silent to the Bone, 2000), Milano, Mondadori, 2002 traduzione di Matteo Maria Colombo ISBN 88-04-50220-7.
- Un'estate nella città vecchia (The Outcasts of 19 Schuyler Place, 2004), Milano, Mondadori, 2004 traduzione di Maurizio Bartocci ISBN 88-04-53871-6.
- The Mysterious Edge of the Heroic World (2007)

### Raccolte di racconti
- Altogether, One at a Time (1971)
- Throwing Shadows (1979)

### Saggi
- TalkTalk: A Children's Book Author Speaks to Grown-ups (1998)

## Adattamenti cinematografici
- Il segreto della vecchia signora (From the Mixed-Up Files of Mrs. Basil E. Frankweiler), regia di Fielder Cook (1973)

## Premi e riconoscimenti
- Medaglia Newbery: 1968 vincitrice con Fuga al museo e 1997 vincitrice con Un sabato di gloria
- Lewis Carroll Shelf Award: 1968 vincitrice con Fuga al museo
- William Allen White Children's Book Award: 1970 vincitrice con Fuga al museo
- National Book Award per la letteratura per ragazzi: 1974 finalista con A Proud Taste for Scarlet and Miniver e 1980 finalista con Throwing Shadows
- Premio Phoenix: 1993 Honor Book con A Proud Taste for Scarlet and Miniver e 1999 vincitrice con Throwing Shadows